# Hilsprich

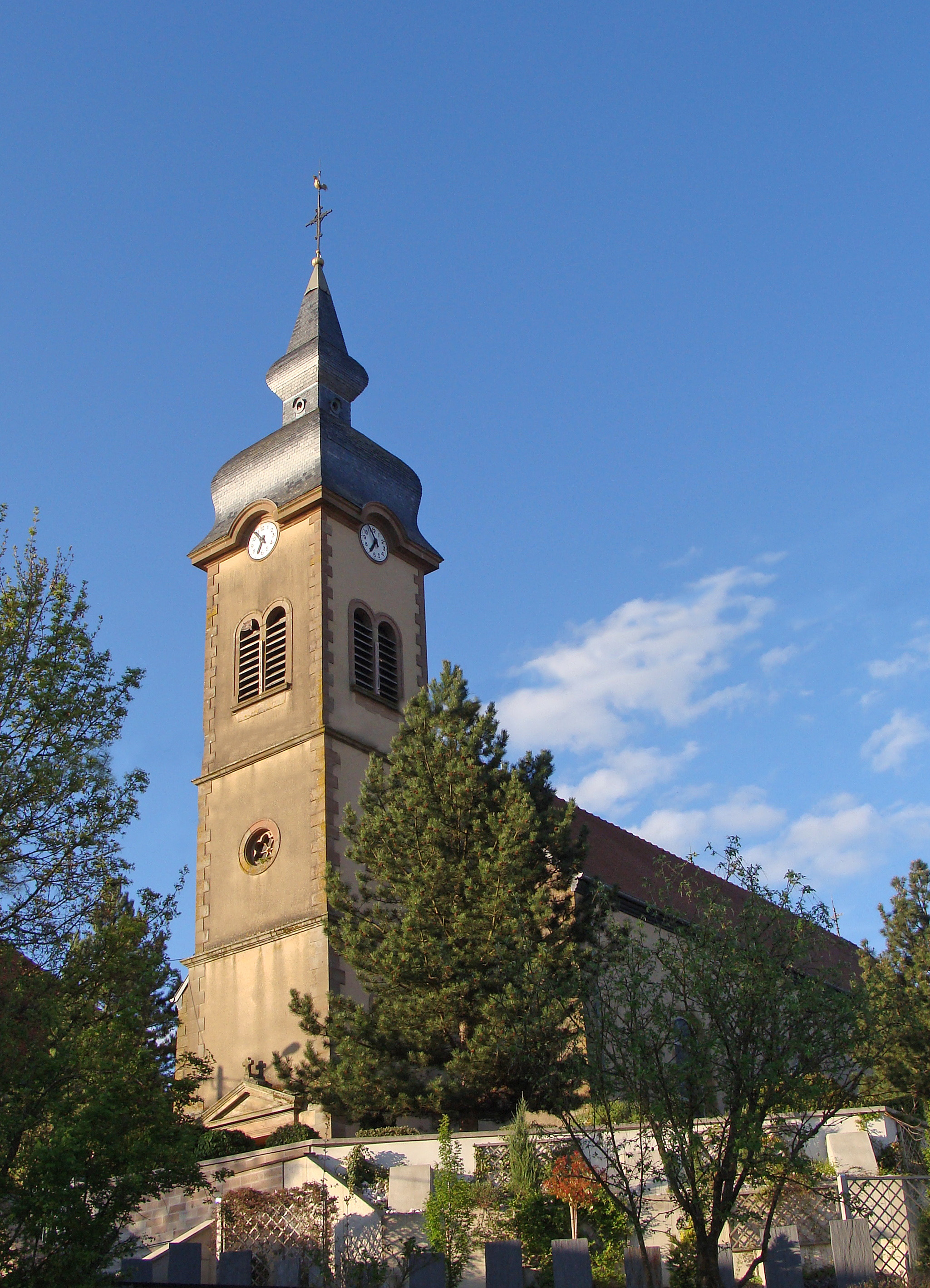
Kerk

Hilsprich is een gemeente in het Franse departement Moselle (regio Grand Est) en telt 823 inwoners (1999). De plaats maakt deel uit van het arrondissement Sarreguemines.

## Geografie
De oppervlakte van Hilsprich bedraagt 10,3 km², de bevolkingsdichtheid is 79,9 inwoners per km².
De onderstaande kaart toont de ligging van Hilsprich met de belangrijkste infrastructuur en aangrenzende gemeenten.

## Demografie
Onderstaande figuur toont het verloop van het inwonertal (bron: INSEE-tellingen).